# Gesundheitsnummer 1450

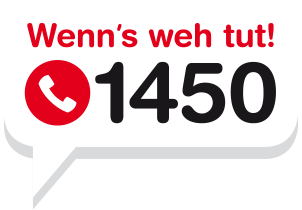
Logo der Gesundheitsnummer

Die österreichische Gesundheitsnummer 1450 – „Wenn’s weh tut! 1450“ – versteht sich als Erstanlaufstelle bei gesundheitlichen Fragen.
Träger der telefonischen Gesundheitsberatung sind die Bundesländer, der Dachverband der Sozialversicherungsträger und das Bundesministerium für Soziales, Gesundheit, Pflege und Konsumentenschutz.

## Konzept
Speziell geschultes diplomiertes Krankenpflegepersonal berät Anrufer bei gesundheitlichen Beschwerden.
Wissen die Anrufer aufgrund ihrer Beschwerden nicht, an wen sie sich wenden sollen, geben die geschulten Mitarbeiter durch gezielte Fragen anhand eines medizinisch-wissenschaftlichen Abfragesystems – unter Berücksichtigung des aktuellen Aufenthaltsortes – eine geeignete Verhaltensempfehlungen ab. Damit können auf einer niederschwelligen Ebene der österreichische Rettungsnotruf 144, Annahmestellen in Ambulanzen und Ärzte im niedergelassenen Bereich entlastet werden.
Die Rufnummer ist 24 Stunden am Tag und auch am Wochenende erreichbar. Dem Anrufer entstehen nur die üblichen Telefonkosten gemäß seinem Telefontarif.

## Geschichte
Die telefonische Gesundheitsberatung begann als Pilotprojekt „TeWeb“ (Telefon- und Webbasierten Erstkontakt- und Beratungsservice) am 7. April 2017 in Wien, Niederösterreich und Vorarlberg und ging am 4. November 2019 österreichweit in Betrieb.

### COVID-19-Pandemie
Insbesondere zu Beginn der COVID-19-Pandemie in Österreich wurde vonseiten der Behörden die Gesundheitsnummer öffentlich kommuniziert, da potentielle COVID-19-Erkrankte keinesfalls zum Arzt oder in Ambulanzen gehen sollten, um die Ansteckungsgefahr zu verringern. Es kam aufgrund der Ausbreitung des Coronavirus Mitte März 2020 zu etwa der 70-fachen Anzahl an Anrufen. Aufgrund der hohen Zahl an Anfragen und daraus resultierenden Überlastungen wurde gebeten, dass nur konkret Betroffene mit einer konkreten Frage anrufen sollten. Für allgemeine Fragen zum Corona-Virus wurde am 27. Jänner 2020 von der Agentur für Gesundheit und Ernährungssicherheit (AGES) eine Informationshotline unter der Nummer 0800/555621 eingerichtet.
Im März 2020 wurde die Anzahl der Mitarbeiter in Wien von 30 auf 300 aufgestockt. Im November 2021 gab es zeitweise 7.000 bis 9.000 Anrufe pro Tag.